# 繆曰藻
繆曰藻（1682年—1761年），字文子，一字彤子，號南有居士，江蘇蘇州府吳縣人，清朝政治人物。

## 生平
繆曰藻是萬曆二十九年（1601年）辛丑科進士繆國維之曾孫，康熙六年（1667年）丁未科狀元繆彤之子。康熙五十四年（1715年）乙未科一甲第二名進士（榜眼）。康熙帝以此為盛世之象，親作御制詩以示嘉獎。授翰林院編修。五十六年（1717年）任鄉試同考官，雍正四年（1726年）任順天鄉試同考官，升司經局洗馬，同年十月充日講起居注官，八年（1730年）任會試同考官，十年（1732年）十一月任廣東肇高學政，十一年（1733年）任會試同考官。後因“以失察所屬”被降職。
乾隆帝即位，起復原職，以母親年老致仕歸里，不再出仕。乾隆二十六年（1761年）卒於家，享年八十歲。

## 家族
弟繆曰芑為雍正元年（1723年）癸卯恩科進士。夫人為陸肯堂女。子繆敦仁為乾隆四年（1739年）己未科進士；繆遵義為乾隆二年（1737年）丁巳恩科進士。